# Sheela Gowda

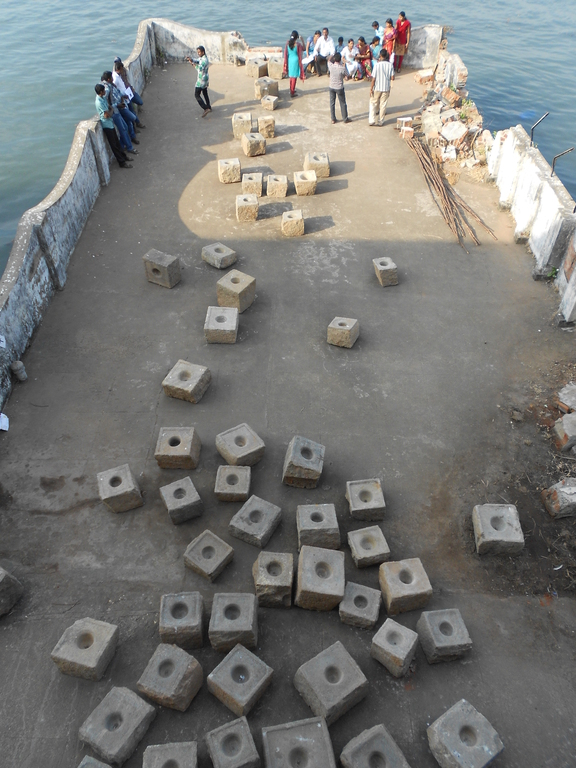
Installation Stop over (2012)

Sheela Gowda (* 1957 in Bhadravati) ist eine indische Künstlerin.

## Leben
Gowda studierte bis 1979 Malerei an der Ken School of Art in Bengaluru und bis 1982 Malerei an der Visva-Bharati University in Santiniketan.
Sie erhielt ein Stipendium für ein Master-Studium am Royal College of Art, London (1984–1986) und einen Gastaufenthalt an der Cité Internationale des Arts Paris. Außerdem lehrte sie einige Jahre an der Chamarajendra Academy of Visual Arts (CAVA) in Mysuru.
Gowda lebt im indischen Bengaluru, unterbrochen von regelmäßigen Aufenthalten in der Schweiz. Sie ist mit dem Schweizer Konzeptkünstler Christoph Storz verheiratet, der sie in europäische Konzeptkunst und das Werk von Joseph Beuys einführte.

## Werk
Gowda begann ihre Karriere mit Ölbildern, die die Situation von Frauen thematisieren. Als es 1992 in Folge des Aufruhrs in Bombay in weiteren Teilen Indiens zu sozialen Unruhen kam, erfuhr Gowdas Werk eine tiefgreifende Veränderung. Die Ölmalerei trat in den Hintergrund zugunsten von Materialien mit stärkerer metaphorischer Aussagekraft. Sie fertigte Blöcke aus Kuhdung, die sie aufschlitzte und durchlöcherte und danach mit Kumkum-Pulver, Blattgold und Stoff schmückte; die damit verbundene Gewalt spielt eine wesentliche Rolle für die Bedeutung des Kunstwerks. Ende der 1990er Jahre folgten Werke aus Kokosfasern.
Die Installation Private Gallery (1999–2000) besteht aus zwei großen Wandplatten, die zu einer freistehenden Raumecke zusammengestellt sind. Die Oberfläche der Außenseite ist glatt und industriell gefertigt, die der Innenseite ist mit Klumpen von Kuhdung verziert, so dass der Eindruck ländlicher Hauswände entsteht. Auf dieser Seite sind zudem Aquarellbilder von Bangalore befestigt. Das Werk steht so für das Aufeinanderprallen der städtischen und ländlichen Aspekte Indiens, welches in der schnellen und unkontrollierten Entwicklung der Stadt Bangalore zum Ausdruck kommt.
1999 zeigte Gowda ihre Installation And tell him of my pain, bei der die Grenzen zwischen Kunst und Handwerk verwischen. 2007 war Gowda auf der documenta 12 mit einer weiteren Fassung des Werks vertreten. Sie hatte durch 89 Nadeln je einen etwa hundert Meter langen Faden gezogen und dann aus den Fäden eine Kordel hergestellt, indem sie die Fäden ineinander verdrehte, mit Gummi arabicum verklebte und mit rotem Kurkuma einfärbte. Die ausgelegte bzw. von der Decke herabhängende Kordel hatte eine Funktion, den Ausstellungsraum zu erschließen. Zusätzlich spielte sie auf lokale indische Kontexte an, darunter den rituellen Gebrauch von Kurkuma sowie auf traditionelles Frauenhandwerk. Darüber nahm das Werk auch auf historisch-politische Kontexte Bezug wie die Kolonialisierung Indiens durch die Briten und die Verflechtungen im Zuge der Globalisierung. Hanno Rauterberg meinte, das Seil könne auch Assoziationen zu einem Abschlepptau, Ariadnefaden oder Sicherheitsgurt erzeugen.
Bei der ersten Kochi-Muziris Biennale 2012 waren Gowda und ihr Ehemann mit der Gemeinschaftsarbeit Stop over vertreten; diese Installation war aus weggeworfenen Mörsern für Gewürze aufgebaut und spielte auf die Rolle der Stadt Kochi als traditionelles Zentrum des Gewürzhandels an.
Gowda interessiert sich für das ländliche Leben und seine Traditionen in Indien. Dabei nutzt sie Malerei, Zeichnung, Installation und Bildhauerei und verbindet traditionelle künstlerische Techniken mit westlichen Methoden.
Außerdem ist sie als Fotokünstlerin tätig, wobei sie nicht selbst fotografiert, sondern von anderen aufgenommene Fotografien auswählt und überarbeitet. Ihre Serie Loss (2008) mit Fotos aus der von Gewalt erschütterten Region Kaschmir wurde vom Solomon R. Guggenheim Museum angekauft.

## Ausstellungen (Auswahl)

### Einzelausstellungen
- 2013: Open Eye Policy, Van Abbemuseum, Eindhoven
- 2014: Of all people, DAAD-Galerie, Berlin
- 2015: Solo Project, Pérez Art Museum, Miami
- 2020: It.. Matters, Städtische Galerie im Lenbachhaus, München[11]

### Gruppenausstellungen
- 1994: Johannesburg Biennale
- 2007: documenta 12, Kassel
- 2008: 9. Biennale de Lyon
- 2008: Horn Please, Kunstmuseum Bern
- 2009: Indian Highway, Serpentine Gallery, London
- 2011: Indian Highway IV, Musée d’Art Contemporain, Lyon
- 2011: Paris-Delhi-Bombay, Centre Georges-Pompidou, Paris[12]

## Auszeichnungen
- 1985: Karnataka Lalith Kala Academy Award[13]
- 2013: Rajyotsava Award[13]
- 2014: Nominierung für den Hugo Boss Prize[10]
- 2019: Maria-Lassnig-Preis[14][15]